# Idaea robiginata
Idaea robiginata là một loài bướm đêm trong họ Geometridae.